# Зубан
Зубан, или синагрида (лат. Dentex dentex, — вид морских лучепёрых рыб семейства спаровых, обитающий в восточной Атлантике, Средиземном и Чёрном морях. 

## Описание
Максимальная длина тела около 1 м, обычно 35—50 см; масса тела до 14,3 кг. Тело овальной формы, сжатое с боков. Профиль головы у взрослых особей немного выпуклый, а у молоди — почти прямой. В спинном плавнике 11 колючих и 11—12 мягких лучей. Колючки на спинном плавнике могут скрываться в углублении на спине рыбы. В анальном плавнике 3 колючих и 7—9 мягких лучей. Клыковидые зубы располагаются в несколько рядов. Зубы в передних рядах более мощные, чем в задних, в первом ряду 4—6 клыков на каждой челюсти. В верхней части первой жаберной дуги 9—10 жаберных тычинок, а в нижней части — 8—9 тычинок. В боковой линии 62—68 чешуй. Спина серовато-синяя, бока серебристого цвета с синеватыми пятнышками. Спинной плавник голубовато-жёлтый, а грудные — красноватые. У взрослых особей на нижней части жаберной крышки большое жёлтое пятно. Молодь окрашена в серый цвет с тёмными пятнами на верхней части тела.

## Биология
Синагрида — литоральная бентопелагическая рыба, обитает на глубине до 200 м над скалистыми и песчаными грунтами с зарослями морских трав (роды Posidonia, Caulerpa и Cymodocea), наиболее часто встречается на глубине 15—50 м. Взрослые особи ведут одиночный образ жизни. Молодь населяет мелководье до глубины 4 м и образует небольшие стаи. 

### Питание
Зубан питается моллюсками, головоногими, мелкой рыбой (тюлька, хамса, килька). Молодь питается планктоном, личинками и икрой других рыб.

### Размножение и рост
Зубаны обычно раздельнополы, но в Средиземном море встречаются гермафродитные особи. Впервые созревают в возрасте 2—4 года. У Балеарских островов длина тела при 50% созревших особей составляет 36,4 см у самок и 52 см у самцов; в прибрежных водах Туниса эти показатели равны 23,3 см у самцов и 22,6 см у самок.
Во время нереста зубан собирается в небольшие стаи. Нерестятся на глубине 40—100 м у выходов горных пород в конце марта—мае, обычно днём, но в полнолуние нерест отмечен и в ночные часы. 
Икра пелагическая, сферической формы, диаметром 1,2 мм. После вылупления личинки имеют длину тела 3,8 мм. Отмечен быстрый рост в первые два года жизни, особи достигают длины 24 см за один год, затем скорость росте резко замедляется. Максимальная продолжительность жизни оценивается в 20 лет.

## Взаимодействие с человеком
Объект коммерческого, кустарного и рекреационного рыболовства. Максимальные объёмы вылова достигали 10,3 тыс. тонн в 1992 году. В 2000-2010 годах объёмы вылова варьировались от 1,1 до 2,35 тыс. тонн. Промысел ведут в странах Средиземноморья: Греция, Турция, Кипр, Тунис, Марокко и Франция. Основными орудиями лова являются закидные невода, жаберные сети, ставные и кошельковые сети, яруса. Реализуется в свежем и мороженом виде. Товарным выращиванием в небольшом объёме занимаются в Греции, Италии, Испании, Боснии и Герцеговине.